# 바오다이
바오다이 황제(베트남어: Hoàng đế Bảo Đại, 皇帝保大, 保大帝, 1913년 10월 22일 ~ 1997년 7월 31일)은 베트남의 마지막 황제(재위: 1925년 11월 13일(정식 즉위는 1926년 1월 8일) ~ 1945년 3월 11일)이자 베트남 제국의 황제(재위: 1945년 3월 11일 ~ 1945년 8월 23일)이고 베트남국(베트남 공화국)의 국가원수(재임: 1949년 6월 13일 ~ 1955년 4월 30일)이다. 재위기간 중 프랑스와 일본의 식민통치 하에서 형식적으로 황위를 유지하였다.
2차 세계대전 이후 바오다이는 다시 베트남에서 패권의 발톱을 드러내던 프랑스의 지원으로 남베트남의 베트남국의 국가 원수가 되었으며, 1949년 프랑스와 조약을 맺고 통치권을 인정받지만, 1955년 미국의 지원을 받은 총리 응오딘지엠이 국민투표를 통해 군주제를 폐지하자 프랑스로 망명했다. 본명은 응우옌푹티엔(베트남어: Nguyễn Phúc Thiển, 阮福晪), 즉위 전 이름은 응우옌푹빈투이(베트남어: Nguyễn Phúc Vĩnh Thụy, 阮福永瑞)이다. 말황제(Mạt Hoàng Đế, 末皇帝)라고도 불린다.

## 생애
1913년 10월 22일 베트남 후에의 황궁에서 출생하였고, 1922년 황태자로 책봉된 후 학업을 위해 당시의 종주국인 프랑스로 유학 갔다. 아버지인 카이딘 황제가 1925년 11월 6일에 사망하여 귀국하였고, 1926년 1월 8일에 황제로 즉위하였다. 이후, 유학을 계속하기 위해서 다시 프랑스로 갔다.
바오다이가 아버지 카이딘으로부터 제위를 물려받은 것은 13세 때다. 그러나 1858년 이래 베트남을 거듭 침공해 보호국으로 삼은 프랑스가 1887년 라오스ㆍ크메르와 함께 베트남을 프랑스령 인도차이나 연방으로 통합해버린 터라, 바오다이는 아버지가 그랬듯 이름뿐인 황제에 지나지 않았다.
바오다이는 1932년에 귀국하고, 그는 프랑스로부터의 독립을 목표로 하여 내정 개혁 등에 노력했다. 1934년에는, 기독교도로 코친차이나 출신의 남프엉과 결혼했다.
당시 프랑스는 베트남 식민지를 셋으로 나누어 북부 하노이 중심의 통킹을 반보호령으로, 남부 사이공(지금의 호치민) 중심의 코친차이나를 직할령으로, 중부 후에를 중심으로 하는 안남을 보호령으로 삼고 있었다. 프랑스는 안남의 후에를 수도로 삼은 응우옌 왕조의 황권을 형식적으로는 인정했지만, 실제의 시정권은 파리에서 파견된 총독에게 있었다.
태평양 전쟁 말기의 1945년 3월에, 프랑스의 비시 정권이 몰락하자, 일본군이 명호작전을 실행하여 프랑스군을 제압하여 프랑스로부터의 독립을 선언하고 베트남 제국을 수립하여 황제가 되었다.
1945년 3월 베트남을 침공해 프랑스 세력을 몰아낸 일본군은 바오다이로 하여금 베트남 독립을 선언하도록 하고 그의 제위를 확인해주었다. 당시의 일본 군인 중에는 일본에 망명 중인 기외후를 베트남 제국 황제로 세우려고 했지만, 남방군이나 제38군은 베트남의 새로운 정권에게 불간섭의 방침으로 군정의 실시나, 친일 정권 건설을 배제하는 걸로 결정하고 있었기 때문에 바오다이는 독립한 베트남의 최초의 원수의 지위를 손에 넣었다. 그러나 독자적인 군 통수권이 허락되지 않는 명분뿐인 황제였다.
그러나 일제의 패망으로 그 직후에 베트남에서는 8월 혁명으로 1945년 8월 23일에 베트남 제정이 붕괴되어 바오다이는 퇴위하였고, 호찌민(Hồ Chí Minh)이 베트남 과도 정부 총리로 임시 수반 체제를 성립하였으며 같은 해 9월 2일 호찌민이 베트남 민주 공화국의 독립을 선언하여 국가원수로 취임하였고 같은 해 10월 2일 호찌민이 베트남 민주 공화국의 대통령으로 취임하자 바오다이는 완전히 퇴진하였다. 바오다이는 호찌민에 의해서 베트남 민주 공화국 정부의 최고 고문에 임명되었지만, 공식 외교 대표단의 일원으로서 방중시에 망명하여, 1946년 당시에 영국의 식민지인 홍콩에 망명했다.
베트남에서는 1946년에 프랑스와 베트남 민주 공화국의 사이에 제 1차 인도차이나 전쟁이 발발했지만, 바오다이는 1949년에 베트남에 귀국하여, 프랑스의 지원에 의해 남베트남의 코친차이나 공화국을 흡수하여 수립된 베트남국(베트남 공화국)의 국가원수(국가주석)가 되었다. 제1차 인도차이나 전쟁의 강화 협정으로서 1954년에 제네바 협정이 성립하면서, 베트남국은 국제적인 승인을 얻었다. 바오다이는 1954년에 응오딘지엠(베트남어: Ngô Ðình Diệm)을 총리로 임명했지만, 향락을 추구하는 방탕한 생활을 계속하므로 민심이 이반하여 1954년 국민투표에서 총리 응오딘지엠에게 향하였다. 그는 자신의 사촌동생 바오로크를 총리로 임명하여 민심을 수습하려 했지만 실패하고 만다. 응오딘지엠은 1955년에 베트남 공화국의 정치체제에 대해 묻는 국민투표를 실시했다. 그 결과, 응오딘지엠은 승리하여, 베트남 공화국을 대통령제로 이행시켜, 국가주석제를 폐지하고 대통령으로 취임했다.
바오다이는 국가원수 직위로부터 퇴임하여 프랑스 파리에 망명하여 베트남으로 귀국하지 않고 칸 부근에서 여생을 보냈다. 1997년 7월 31일에 파리의 육군 병원에서 사망했다.

## 가족 관계
- 황후: 남방황후 완유씨(南芳皇后 阮有氏)
  - 아들: 동궁황태자 완복보륭(베트남어: Đông cung Hoàng thái tử Nguyễn Phúc Bảo Long / 東宮皇太子 阮福保隆)
  - 아들: 완복보승(베트남어: Hoàng tử Nguyễn Phúc Bảo Thắng / 阮福保陞)
  - 딸: 공주 완복방매(베트남어: Công chúa Nguyễn Phúc Phương Mai / 公主 阮福芳梅)
  - 딸: 공주 완복방련(베트남어: Công chúa Nguyễn Phúc Phương Liên / 公主 阮福芳蓮)
  - 딸: 공주 완복방용(베트남어: Công chúa Nguyễn Phúc Phương Dung / 公主 阮福芳蓉)
- 황후: 태방황후(泰芳皇后)
- 후궁: 영비 호씨(暎妃 胡氏)
  - 딸: 완복방명(베트남어: Nguyễn Phúc Phương Minh / 阮福芳明)
  - 아들: 완복보은(베트남어: Nguyễn Phúc Bảo Ân / 阮福保恩)
- 후궁: 황소란(黃小蘭)
- 후궁: 배몽접(裴夢蝶)
  - 딸: 완복방도(베트남어: Nguyễn Phúc Phương Thảo / 阮福芳桃)
  - 아들: 완복보황(베트남어: Nguyễn Phúc Bảo Hoàng / 阮福保隍)
  - 아들: 완복보산(베트남어: Nguyễn Phúc Bảo Sơn / 阮福保山)
- 프랑스인 부인: 모니크 뱅 튀(베트남어: Monique Vinh Thuy)
  - 딸: 완복방자(베트남어: Nguyễn Phúc Phương Từ / 阮福芳慈)

## 섭정 체제
바오다이가 1925년 11월 13일부터 1945년 3월 11일까지 베트남 응우옌 왕조 황제로 재위한 20년 중 초기 8년 동안(1925년 11월 13일 ~ 1933년 10월 22일)까지는 종주국인 프랑스의 국무총리가 섭정 체제를 맡은 시기였는데, 그 시기에 섭정을 맡은 프랑스 국무총리는 다음과 같다.
- 폴 팽르베 (기간: 1925년 11월 13일 ~ 11월 28일)
- 아리스티드 브리앙 (기간: 1925년 11월 28일 ~ 1926년 7월 20일)
- 에두아르 에리오 (기간: 1926년 7월 20일 ~ 7월 23일)
- 레몽 푸앵카레 (기간: 1926년 7월 23일 ~ 1929년 7월 29일)
- 아리스티드 브리앙 (기간: 1929년 7월 29일 ~ 11월 2일)
- 앙드레 타르디외 (기간: 1929년 11월 2일 ~ 1930년 2월 21일)
- 카미유 쇼탕 (기간: 1930년 2월 21일 ~ 3월 2일)
- 앙드레 타르디외 (기간: 1930년 3월 2일 ~ 12월 13일)
- 테오도르 스테그 (기간: 1930년 12월 13일 ~ 1931년 1월 27일)
- 피에르 라발 (기간: 1931년 1월 27일 ~ 1932년 2월 20일)
- 앙드레 타르디외 (기간: 1932년 2월 20일 ~ 6월 3일)
- 에두아르 에리오 (기간: 1932년 6월 3일 ~ 12월 18일)
- 조제프 폴 봉쿠르 (기간: 1932년 12월 18일 ~ 1933년 1월 31일)
- 에두아르 달라디에 (기간: 1933년 1월 31일 ~ 1933년 10월 22일)

## 프랑스로의 망명
그는 베트남 응우옌 왕조 황제 및 베트남 제국의 황제 시절과 베트남국 국가주석 직위에 있던 시절 모두 향락을 추구하며 퇴폐적이고 방탕한 생활을 계속 끊임없이 하여 바람둥이 황제로 널리 알려지게 되었다. 1955년 4월 30일 베트남국 국가주석 직위에서 퇴진한 직후에는 프랑스로 망명하였고 그 후 1972년 프랑스 여성 모니크 보도(Monique Baudot, 결혼 후의 이름은 Monique Vinh Thuy(모니크 뱅 튀))와 마지막 결혼을 하여 프랑스 시민권을 취득한 후 파리와 칸에서 여생을 보냈고 1992년 베트남 사회주의 공화국의 보찌꽁 정권에 의하여 프랑스에서 베트남 사회주의 공화국 시민권을 비로소 취득하였으나 베트남으로 귀국하지는 않고 1997년 7월 31일 프랑스 파리 육군 병원에서 사망했다.